# El Césped
El Césped är en ort i Mexiko.   Den ligger i kommunen Contepec och delstaten Michoacán de Ocampo, i den sydöstra delen av landet, 120 km väster om huvudstaden Mexico City. El Césped ligger 2 310 meter över havet och antalet invånare är 1 217.
Terrängen runt El Césped är huvudsakligen kuperad, men åt nordväst är den platt. El Césped ligger nere i en dal. Runt El Césped är det ganska tätbefolkat, med 179 invånare per kvadratkilometer. Närmaste större samhälle är Temascalcingo de José María Velazco, 14,7 km öster om El Césped. I omgivningarna runt El Césped växer huvudsakligen savannskog.